# Petar Krešimir IV.

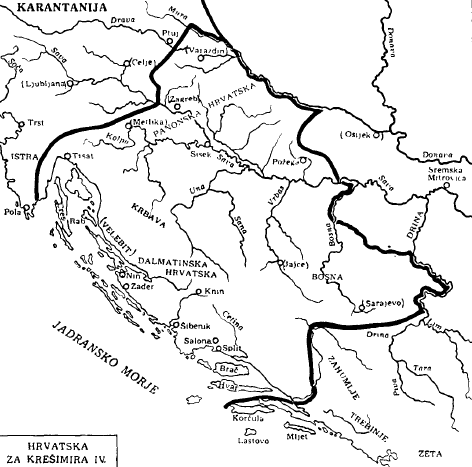
Mapa území, které Petr Krešimir IV. ovládal

Petr Krešimír IV. Veliký, (chorvatsky Petar Krešimir, latinsky Petrus Cresimiri, ?–1075) byl chorvatský král z dynastie Trpimírovců, první slovanské dynastie, která získala titul krále. Vládl v letech 1059–1075. Chorvatsko sjednotil, připojil k němu dalmatské ostrovy a chorvatský středověký stát se pod jeho vládou ocitl na vrcholu moci – odtud přízvisko Veliký. Sídlil ve městech Nin a Biograd na Moru. Tradice praví, že založil město Šibenik, byť spíše asi rozšířil starší osadu.

## Život
Narodil se jako jeden ze dvou synů krále Štěpána I. a jeho ženy Hicely, která byla možná benátského původu. Jeho bratr se jmenoval Gojslav (někdy uváděn jako Častimir), který však předčasně zemřel a vyrojily se spekulace, že ho Petr nechal zavraždit, aby nemohl usednout na trůn. Papež Alexandr II. dokonce vyslal do Chorvatska svého legáta, který měl Gojslavovu smrt vyšetřit. Až když se třináct chorvatských šlechticů zaručilo, že Petr bratra nezabil, papež souhlasil s tím, aby Petr získal statut následníka trůnu. Od roku 1058, kdy zemřel jeho otec, vládl, o rok později byl korunován, a to pravděpodobně v Biogradu na Moru.
Velký důraz kladl Petr Krešimir na územní expanzi. Podrobil si Slavonii, jihovýchodní Chorvatsko (Dalmácii) včetně některých ostrovů (např. Maun) i Bosnu.
Žil v době velkého schizmatu církve (1054), rozpadu na církev římskou a byzantskou. Chorvatsko bylo místem největšího pnutí mezi východem a západem. Přestože se Chorvatsko již od vlády prvního krále Tomislava I. (910–928) jasně orientovalo na Řím, v praxi se užíval nezřídka staroslovanský ritus, který odpovídal východnímu.
Papež Mikuláš II. na Petra vyvíjel silný nátlak (nejprve roku 1059, znovu pak o rok později), aby reformoval chorvatskou církev a přiklonil ji jednoznačně k Římu. Petr vyhověl, což bylo jedno z klíčových rozhodnutí v chorvatských i balkánských dějinách. Podpořila ho vysoká chorvatská šlechta, odpor naopak rozhodnutí vyvolalo u šlechty nižší a na venkově. Odpor vyvolávala zejména skutečnost, že tradiční liturgická staroslověnština měla být nahrazena latinou. Roku 1063 vypuklo dokonce povstání vedené knězem Vukem, Římem brzy prohlášeným za kacíře. Petr proti opozici vůči západní orientaci zakročil velmi tvrdě. Ideologicky proti ní nasadil především řád benediktinů, a velkoryse podpořil vznik mnoha jeho klášterů – v Biogradu, ve Skradinu, či klášter Panny Marie v Zadaru, který dokonce vedla jeho sestřenice Čika. Právě ten se stal střediskem prořímské reformy.
S Byzancí Petr vztahy urovnal okolo roku 1069, kdy Byzanc potřebovala podporu v boji se seldžuckými Turky a Normany. Petrova podpora východnímu císařství mu pojistila respektování tradičního titulu „prokonzula“, který Konstantinopol chorvatským králům propůjčovala.
Vztahy se však brzy zhoršily, to když Petr podpořil povstání, které proti Byzanci vyvolali srbští bojaři v Makedonii. Povstání nicméně neuspělo a Byzanc pravděpodobně iniciovala útok Normanů (vedených hrabětem Amicem) na Chorvatsko z jižní Itálie (dle jiné verze však měli Normané vstoupit na území chorvatské na žádost dalmatských měst, která chtěla setřást chorvatskou nadvládu). Roku 1075 Amico měsíc obléhal chorvatský ostrov Rab. Sice ho nedobyl, ale podařilo se mu zajmout samotného Petra. Ten se musel vykoupit odevzdáním Ninu, Biogradu na Moru, Zadaru, Splitu a Trogiru, přesto však nebyl propuštěn a v normanském vězení zemřel. Města nicméně v normanských rukou dlouho nezůstala, za dva roky je ovládla Benátská republika.
Chorvatské království, byť osekané o vzácná území, však žilo dál. Petr neměl syna (jen dceru Nedu) a také jeho bratr zemřel. Problém s nástupnictvím vyřešil Petr tím, že si jako nástupce zvolil svého bratrance, správce Slavonie, Dimitrije Zvonimíra. Ten na trůn nastoupil roku 1075.